# Bajonet
Bajonetten  er et stød- og stikvåben, beregnet til montering på et gevær, for anvendelse i nærkamp. Bajonetten menes opfundet i 1640, og er opkaldt efter det formodede sted for fremstillingen, den franske by Bayonne og består af en klinge og et skæfte med tilhørende skede.
Bajonetten til det sovjetisk designede AKM og dets nyere varianter er et multifunktionsværktøj med sav og elektrisk isoleret kabelklipper.